# 東咸二
蛇夫座χ，又名BD-18 4282，HD 148184、SAO 159918、HR 6118，是蛇夫座的一颗恒星，视星等为4.42，位于銀經357.93，銀緯20.68，其B1900.0坐标为赤經16h 21m 13.6s，赤緯-18° 20.68′ 46″。